# Sandra Pianalto
Sandra Pianalto (Valli del Pasubio, 4 agosto 1954) è un'economista italiana.
Dal 2003 al 31 maggio 2014 è stata presidente e Chief Executive Officer (CEO) della Federal Reserve Bank of Cleveland.

## Biografia
Trasferitasi con la famiglia negli Stati Uniti all'età di cinque anni, si laurea in Economia all'università di Akron nel 1976. Prende poi nel 1985 un master alla George Washington University.
Il 1 febbraio 2003 succede a Jerry L. Jordan alla guida della Federal Reserve Bank of Cleveland.
È stata anche membro del Federal Open Market Committee.